# Rubén Rojas
Pour les articles homonymes, voir Rojas.
Rubén Eduardo Rojas, né le 11 octobre 1989 à San Rafael, est un coureur cycliste argentin.

## Biographie
Né à San Rafael, Rubén Rojas commence le cyclisme vers l'âge de 17 ans, après s'être s'essayé à plusieurs sports comme le basket-ball, le football ou le hockey sur glace.
Lors de la saison 2014, il se révèle au niveau national en terminant notamment quatrième du Tour de Mendoza, compétition majeure du calendrier argentin. Sur la huitième étape, il termine troisième au sommet du Cristo Redentor, terme d'une arrivée jugée à près de 3 900 mètres d'altitude, derrière José Rujano et Sergio Godoy. Au championnat d’Argentine, il est présent dans le bon groupe d'échappés mais se montre impuissant face à Daniel Díaz et sa formation San Luis Somos Todos, qui réalise un triplé à l'arrivée. Il doit se contenter de la sixième place.
Il confirme ses aptitudes au cours de l'année 2016, en remportant la première étape puis le classement général de la Vuelta del Este de Mendoza. Sur le Tour de Mendoza, il se classe deuxième de l'étape reine du Cristo Redentor, à plus de deux minutes du futur vainqueur de l'épreuve Juan Pablo Dotti. Au classement général, il termine troisième.
Début 2018, il est retenu en équipe nationale d'Argentine pour disputer le Tour de San Juan, au milieu de quelques formations du World Tour. Quatorzième de l'étape reine au sommet de l'Alto de Colorado, il conclut l'épreuve à la 32e place.

## Palmarès
- 2016
  - Vuelta del Este Mendoza :
    - Classement général
    - 1re étape

  - 3e du Tour de Mendoza

## Classements mondiaux
| Année            | 2014 |
| ---------------- | ---- |
| UCI America Tour | 270e |